# Radiacmea
Radiacmea is een geslacht van weekdieren uit de klasse van de Gastropoda (slakken).

## Soorten
- Radiacmea inconspicua (Gray, 1843)
- Radiacmea intermedia (Suter, 1907)